# 鬼鐘
《鬼鐘》是香港的科幻作家—倪匡的科幻小說作品，是《亞洲之鷹羅開》的第一部。

## 故事大綱
故事開段，羅開受到組織的遙請，來到雪山中的一間小屋，在小屋裡遇到一位嫵媚女郎，但這位女郎在一見面之後，就離開小屋，使羅開回想起一年半前初次接觸神秘組織的經過。
羅開在政局不穩的伊朗打算奪取皇宮中價值連城的奇珍異寶，羅開假裝回教士潛進德黑蘭，準備落手之際，竟然遇到一位極其美麗的姑娘，在過程中，姑娘阻止了羅開下手才逃過一劫，以及在接吻當中穫得一顆珍珠。羅開剖開珍珠發現內裡暗藏微型軟片，微型軟片裡的文字是一個神秘組織的邀請，羅開決定咐約，來到一艘大型遊艇。
羅開又穫得組織的一顆珍珠，預言英國和阿根廷之間會有一場戰爭爆發，提意囤積法國的飛魚式飛彈在戰爭時高價出售。羅開暗暗驚嘆神秘組勢的實力，而羅開也決心揭開神秘組織的底細。
就在羅開在船艙中研究珍珠和組織的底蘊，船艙電源停止，在黑暗之中羅開與突然在船裡出現的女郎盡度了歡樂，也記憶著她的那種花般的香氣，奈可當電源恢複就不見了她。羅開只覺自己的地位比「亞洲之蟻」差不多，卻一點也找不到組織的少許資料。
飛魚式飛彈使羅開賺了大錢，組織繼而發出另一道謎團，是下一則有關遙請的啟示。羅開首先發現地球儀上刺著一枝金針，金針正就刺在地球儀他正身處的位置。後來羅開發現兩個時鐘都各自停留在同一組時間，羅開利用二次方程的數學公式得到地圖上的另一個新座標，那正是組織發出的約會地會啟示。
羅開希望調查組織的底蘊，所以到達機場時，羅開在洗手間喬裝成另一人，那麼跟蹤的人就會待在洗手間門口。但羅開上了飛機，馬上又聞到一股淡淡的香水，那香水味道是當晚在船艙裡，與羅開交歡的女郎，羅開甚至把她改了一個名字，花靈。但羅開另一方面也知道，仍然逃不過有關係組織的女郎。
羅開乘著飛機，來到組織新的約會地點，在沙灘上一隻鴿子飛到他的手上，羅開一眼便認定這隻鴿子是最出色的土耳其信鴿，並在信鴿的左腿上取得一顆珍珠。羅開把珍珠帶到房間研究，在珍珠裡的微型軟片得到一條訊息，殺死擁有明顯的黃和黑的交叉方格的目標。
這時，羅開的房間外來了一位相當出色的土著女郎，在她的腰間上，發現她戴著一條黃黑相間的腰鍊。女郎拿腰鏈的牌子給羅開欣賞，羅開只覺那牌子不對勁，在混亂之中，那牌子在女郎的腰間劃了一下。牌子十分鋒利，以致那女郎的腹上劃下深深的割痕。
羅開後來知道，牌子上有著一種紫紋鬃蜥的毒液，而經常使用這毒液的是世界上三大殺手之一的素拉脫烈。羅開在素拉脫烈口中得知這場廝殺是組織故意安排，目的是保留最出色的人才。自此羅開對組織更加反感。
當羅開想向素拉脫烈詢問組織的底蘊，她卻受了自己的毒液而死，羅開也在她的口中發現了一顆蛀牙。羅開離開了旅店之後，遇到一位小朋友，小朋友受人所托，把一封信交到羅開的手上。信中是一張斐濟機場的機票，飛機是包機，裡面只坐著六個人。而在最位一位勝利者，阿拉伯人踱上飛機之際，微風把阿拉伯人的長袍吹起，羅開馬上可以肯定，那是一雙女性才會擁有的美腿，而且可以看得出，那雙美腿上的種種痕跡，証明那雙腿是屬於在雪山中小屋遇見的那位女郎，所以羅開知道，那個阿拉伯人是喬裝。
飛機上的空姐為六人各自派了一封信，信中是三項不能獨自完成的任務，而且任務的目的足以可以破壞一個國家的經濟和軍事基地。所以組織命兩個為之一組完成任務，而喬裝的阿拉伯人則選中了羅開。當飛機降落，阿拉伯人匆忙在羅開的手裡擠下一張紙條，然後慌忙離開。
羅開循著紙條上的地址來到小洋房，一進到屋內，羅開便亨受到女郎的主動交歡，後來知道那位就是雪山上遇到的，也知道她是一名間諜，冒險家曾經替她改了一個名字，聯合女神。羅開為她的名字利用密碼邏輯學的方法，替她改了一個新的名字，寶娥。
後來，一件貨物送到這幢小洋房，羅開和寶娥知道這是組織送來的貨物，貨物竟然是花靈的屍體，而花靈在檢查之後，倆人均之肯定她是死後被改造成機械人，而這套技術，世界上只有告托夫教授才仍然研究。
羅開憑著這線索，來到告托夫教授的洋房，在書房中，羅開遇上典形的日耳曼德國女郎。在交旋之下，羅開跟她進到一間狹小的密室，並且被她用特製的爆破子彈手槍威嚇。羅開在危急之下，把手槍奪到手槍，而且知道對方的身份，是北大西洋公約組織的首席安全官，烈性爆藥。羅開為她的名字首兩個音節，唸成黛娜。
後來得知告托夫教授在失秘失蹤之後，被保護在柏林的軍事基地裡。羅開見到告托夫教授，利用黃教密宗的「大手印」催眠使告托夫教授憶得失蹤時所發生的事。羅開在告托夫教授並未得到有用的資訊，但在催眠途中，黛娜受到「大手印」的影響，與羅開在煞那間發生非比尋常的關係。
羅開離開軍事基地，雖然遇到黛娜以殺死羅開來呈罰在催眠時發生的關係，但是黛娜最終落不下手殺死羅開。當羅開在路程中遇到寶娥，赫然記得寶娥的一雙手，曾經是在牙醫治療牙齒時，那位牙醫的一雙巧手正是寶娥的一雙手。羅開推測，那麼那位牙醫就是寶娥。
羅開繼而想起素拉脫烈的蛀牙，才知道組織之所以一直擺脫不到，是因為牙齒上塗上一種特別的液體具有磁性，便可以從發射出的訊識知道他們的位置。羅開受到寶娥用麻醉藥弄暈，帶到一所研究室。
羅開在瞇瞇胡胡之中，見到一個會變形的的時鐘，它像有智慧地跟寶娥談話，然後陷進一個大型電腦的控制中心的凹槽裡。羅開馬上知道，原來組織就是一個「鐘」來操控。
羅開被帶到一間手術室，正快要被改造成機械人之際，成功逃了出來，更加在巧合之下殺死寶娥。接著手術室爆炸，當羅開從手術室逃了出來，清醒過來的時候，發現黛娜就在身邊，後來才知道自己在五角大廈的電腦控制中心。
黛娜對於羅開所見「鐘」的結論，只是被麻醉所見的幻覺。

## 參看条目
- 倪匡
- 科幻小說